# Мятные конфеты
Мятные конфеты — кондитерское изделие, чаще всего употребляемое после еды в качестве перекуса или перед деловыми или общественными встречами для улучшения запаха изо рта. Считается, что они успокаивают желудок, так как содержат натуральные компоненты мяты. Мятные конфеты также могут содержать в себе масла мяты перечной, мяты колосистой, или  грушанку из рода Гаультерия. Однако многие из самых популярных конфет, в составе которых указаны эти натуральные компоненты, не содержат их в списке ингредиентов или содержат лишь в незначительных количествах.

## История
Производство мятных конфет как отдельного кондитерского изделия восходит к XVIII веку, когда начали выпускаться конфеты Altoids. Популярность конфет резко возросла в начале XX века с началом массовой урбанизации и маркетинга. Реклама мятных конфет делала акцент на том, что вонь изо рта приводит к социальному отчуждению. Такая реклама была нацелена на молодёжь, особенно на девушек.
Мятные конфеты предлагались в различных упаковках, как правило, для удобства ношения с собой. По началу производители использовали картонные коробки и жестяные банки, что осталось популярным и по сей день. Современная упаковка включает «рулоны», в которых несколько конфет сложено в одну свёртку из бумаги или фольги, пластиковые коробки, индивидуальную обёртку (фантики). Продажи мятных конфет в XXI веке остаются стабильными.

## Типы

### Жёсткие

Упаковка мятных конфет начала XX века, Мексика, из постоянной коллекции музея Museo del Objeto del Objeto.

Жёсткие мятные конфеты — это твёрдые конфеты или леденцы со вкусом мяты. К таким конфетам относятся, к примеру, леденцы в форме звёзд, или же леденцы в форме колеса: белые, круглые, с красными или зелёным лучами, расходящимися из центра; карамельные трости; а также леденцы известных брендов, такие как Altoids и Ice Breakers.  Леденцы известных брендов выпускаются не только с мятным вкусом.

### Мягкие

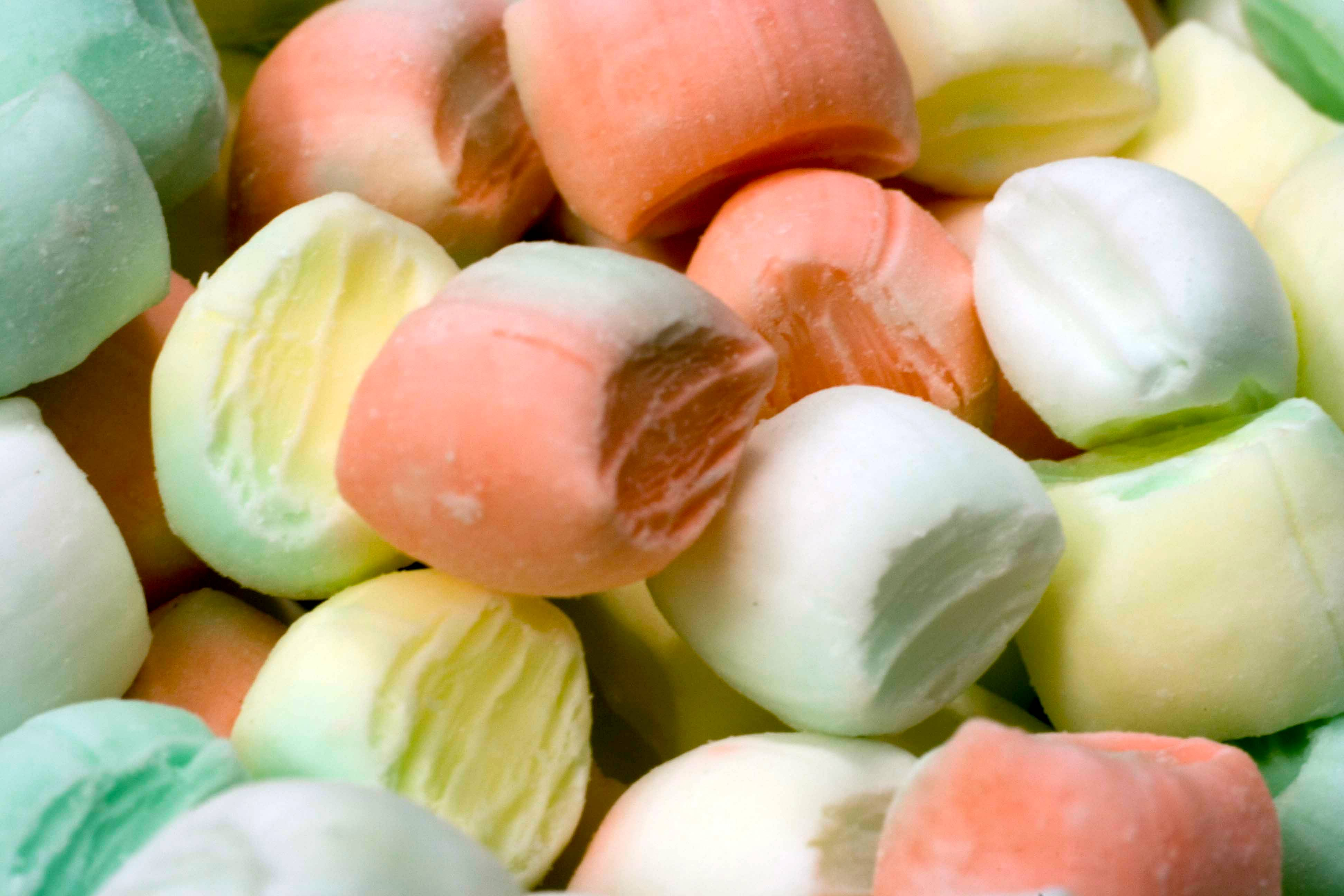
Butter mints

Мягкие мятные конфеты, также известные как «обеденные мятные конфеты» и «масляные мятные конфеты». Часто содержат в себе повышенное количество  масла, быстрее растворяются во рту.

### Шотландские
Шотландские мятные конфеты, также известные как «scotch mints», «pan drops», «granny sookers» или «mint imperial» — белые круглые конфеты с твёрдой оболочкой, но мягкими внутренностями. Популярны в [[Великобритания|Великобритании] и других странах Содружества, а также в Европе. Шотландские мятные конфеты традиционно были сферическими, однако в последнее время они чаще всего они приближаются к форме диска. В изготовлении могут использоваться различные формы мяты, но те, которые назыввание «scotch mints», названы в честь конкретного мятного растения Mentha × gracilis.

## Использование
Помимо освежения дыхания, мятные конфеты, которые действительно содержат масло или экстракт мяты, популярны благодаря тому, что помогают пищеварению. Перечная мята имеет свойства миорелаксантов и поэтому может расслаблять гладкие мышцы желудочно-кишечного тракта, облегчая прохождение пищи. Однако, поскольку нижний пищеводный сфинктер может быть расслаблен, мята может усиливать изжогу или ГЭРБ.
Мята перечная также помогает при повышенном газообразовании и расстройстве желудка. Согласно монографии Немецкой Комиссии E, масло или экстракт мяты перечной использовались при спазмах в желудочно-кишечном тракте. Это может объяснить, почему мятные конфеты с настоящим маслом мяты перечной, а также мятный чай часто используются после еды для улучшения пищеварения и освежения дыхания.

## Галерея

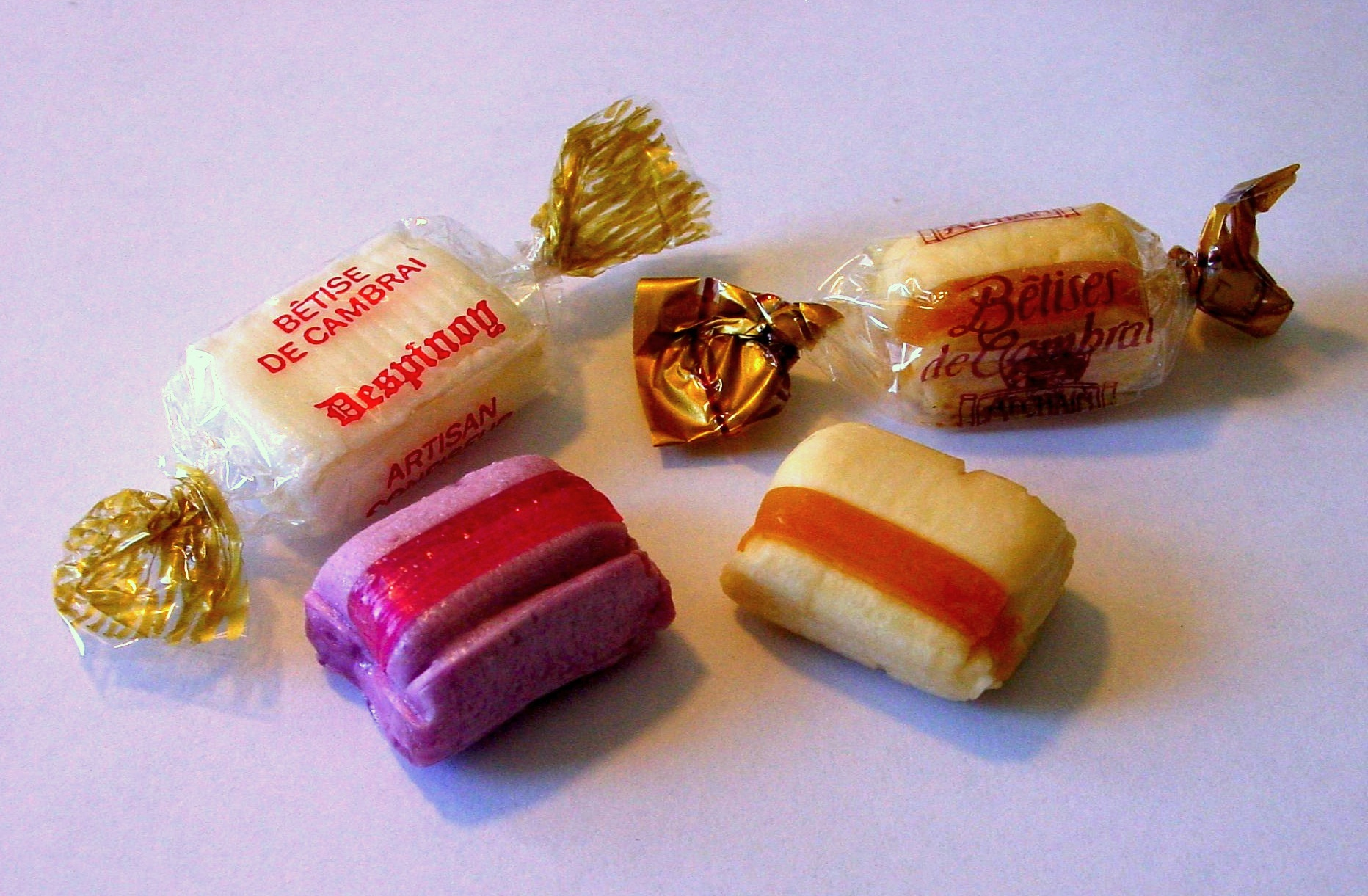
Bêtises de Cambrai, (с  фр. Bêtise «глупость»), мятные конфеты сделанные в Камбре, Франции.
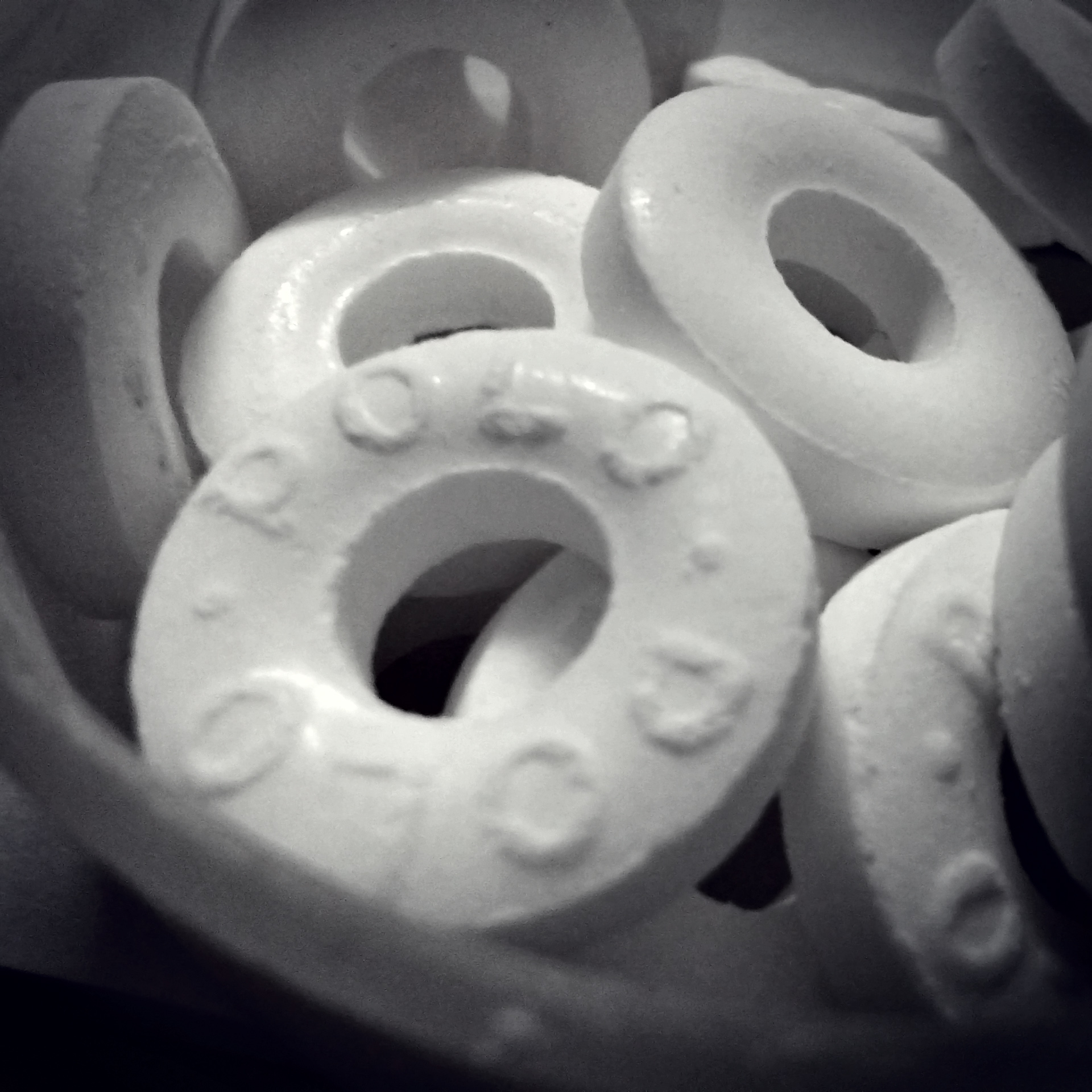
Мятные конфеты Polo.
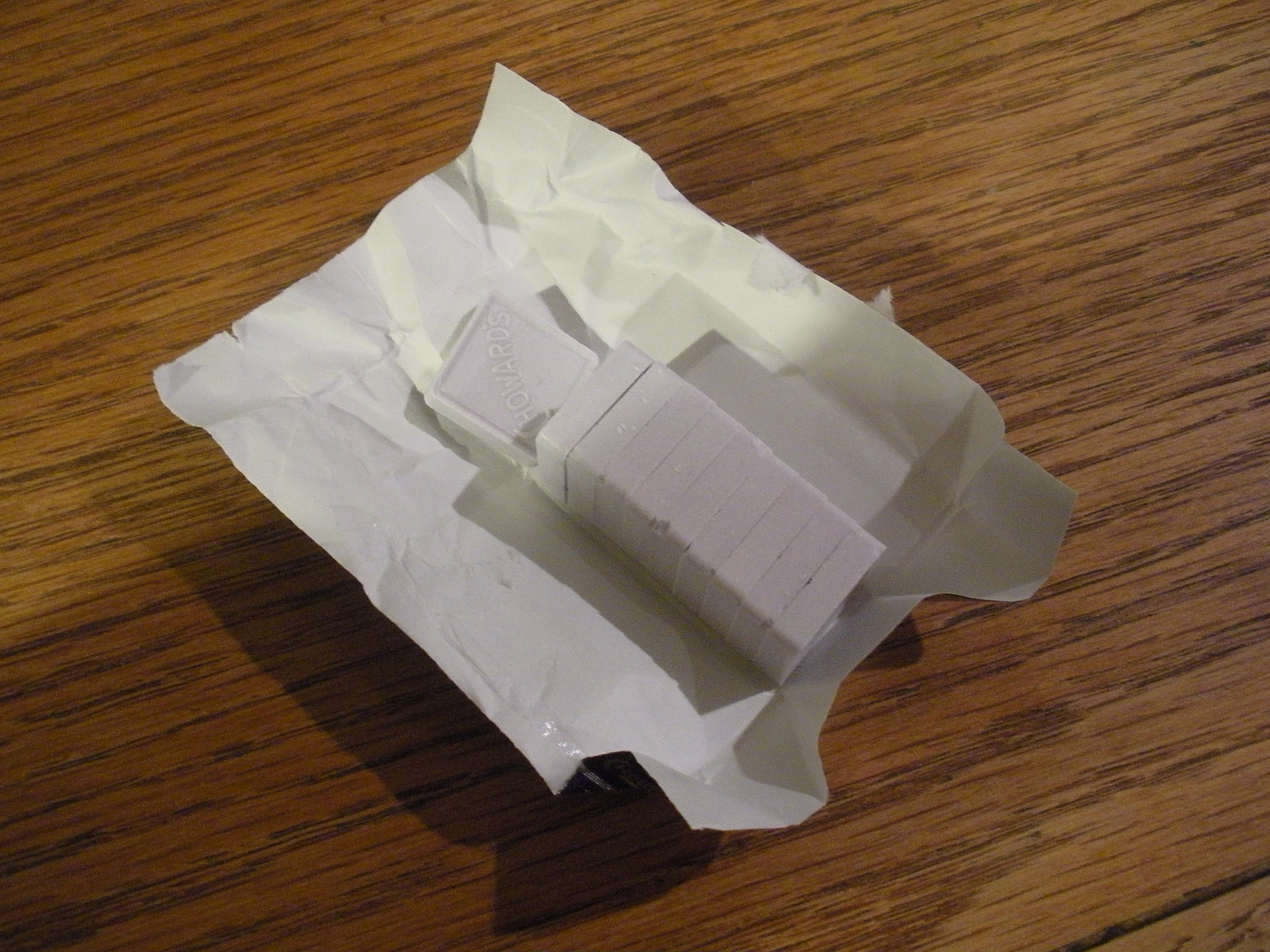
Открытая упаковка мятных конфет Howard's.
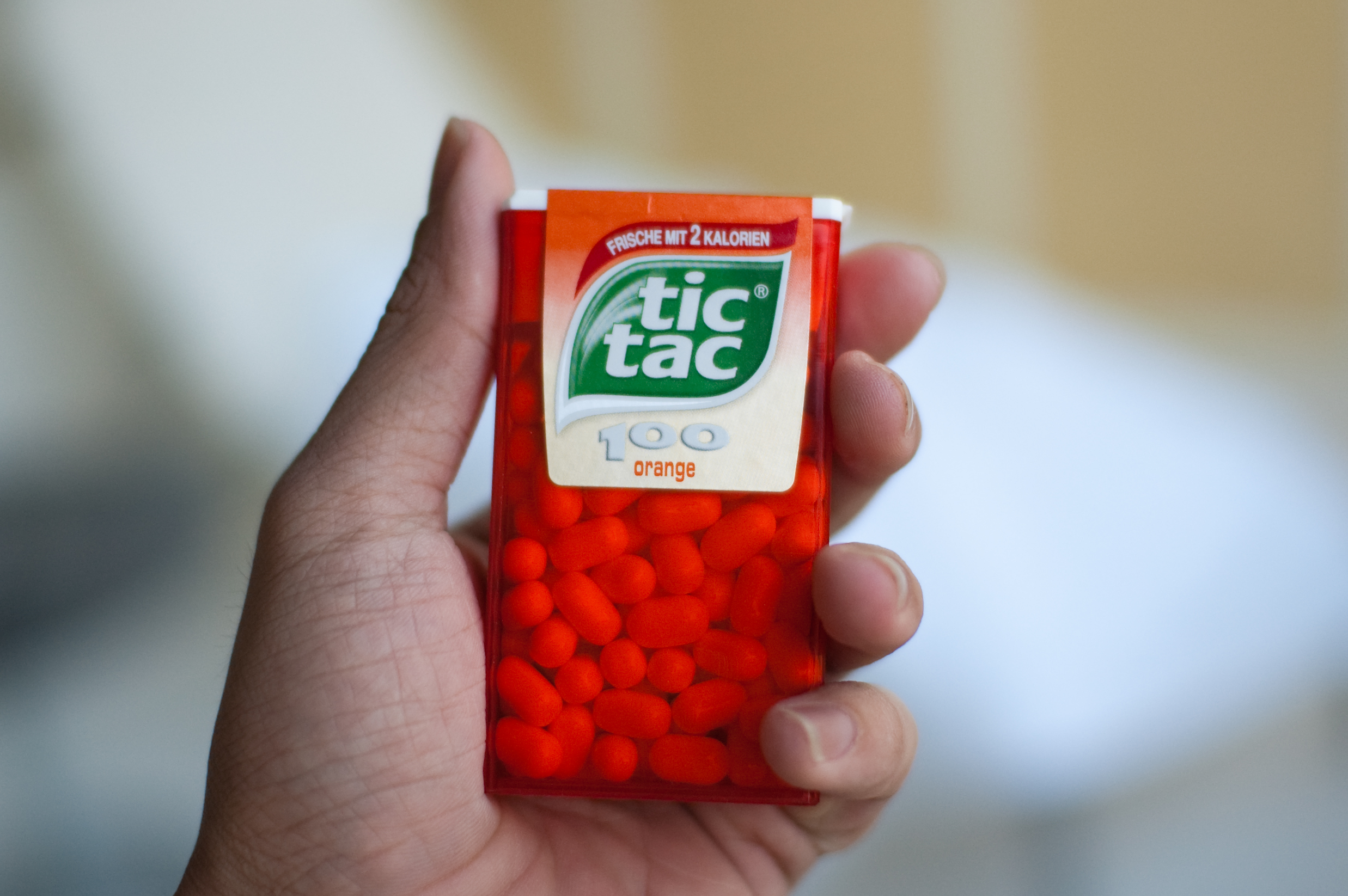
Упаковка конфет Tic Tac.
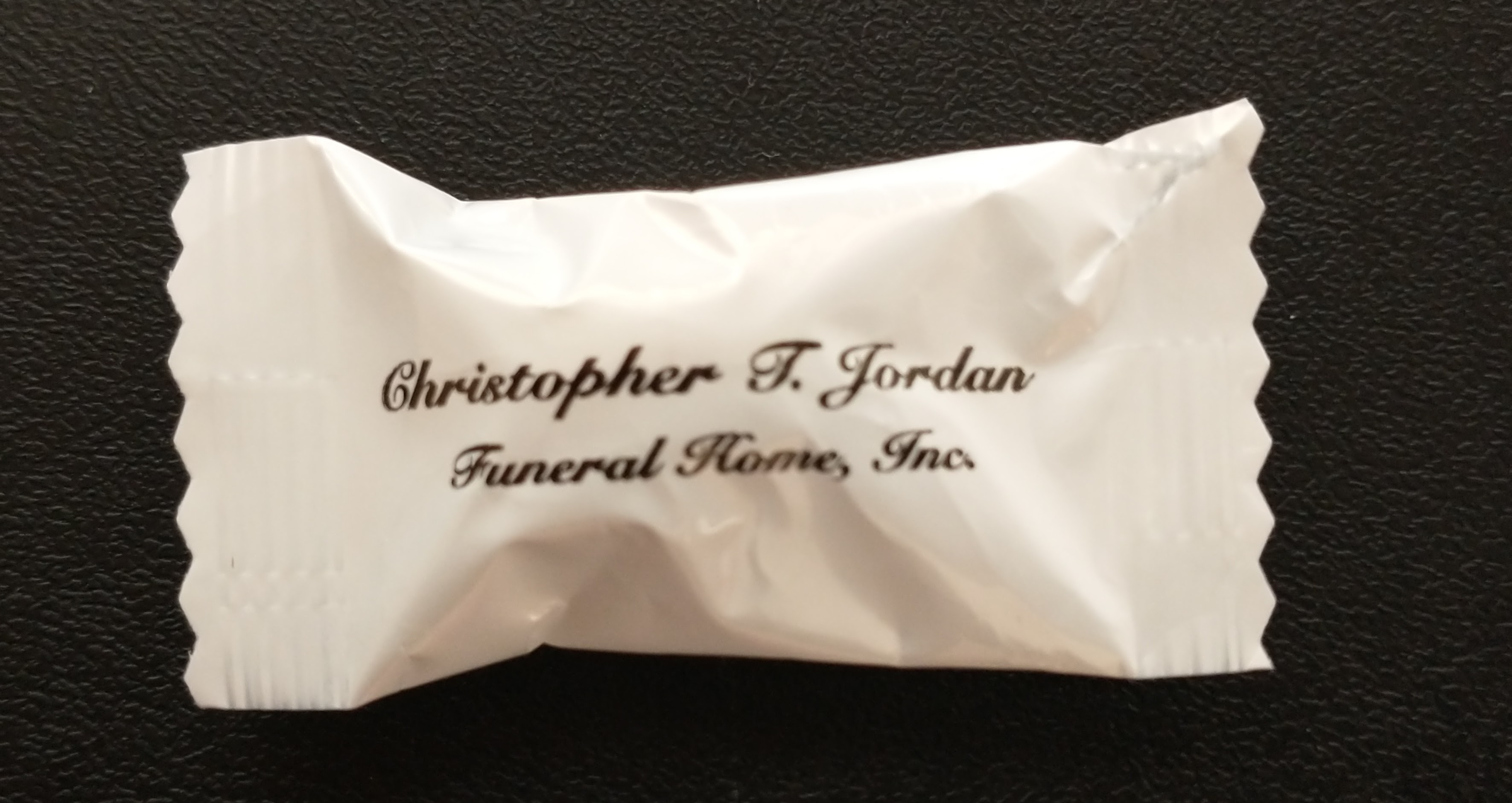
Мятная конфета предоставляемая похоронным бюро в США.